# Matteo Collodel
Matteo Collodel, (né le 27 août 1988 à Conegliano), est un coureur cycliste italien.

## Palmarès
- 2006
  - 3e du Trofeo Dorigo Porte
- 2008
  - 2e du Giro del Belvedere
- 2009
  - 2e de la Coppa Collecchio
  - 3e du Giro del Belvedere
- 2010
  - 2e du Trofeo Franco Balestra
  - 2e de la Medaglia d'Oro Frare De Nardi
- 2011
  - 2e de la Coppa Caivano
- 2012
  - 2e étape du Tour du Frioul-Vénétie julienne
- 2013
  - Coppa San Geo
  - Trophée de la ville de Castelfidardo
  - 2e du Giro del Medio Brenta
  - 2e de la Medaglia d'Oro Fiera di Sommacampagna
  - 3e du Grand Prix De Nardi
  - 3e de la Medaglia d'Oro Frare De Nardi
- 2014
  - Mémorial Angelo Fumagalli
  - 2e du Trofeo Franco Balestra
  - 2e de la Freccia dei Vini

## Classements mondiaux
| Année           | 2008 | 2009 | 2010 | 2011 | 2012 | 2013 | 2014 |
| --------------- | ---- | ---- | ---- | ---- | ---- | ---- | ---- |
| UCI Europe Tour | 525e | 629e | 333e |      | 760e | 313e | 714e |